# Theodore Marston
Theodore Marston (Minnesota, 10 agosto 1868 – Los Angeles, 2 ottobre 1920) è stato un regista e sceneggiatore statunitense.
Fu uno dei pionieri del cinema muto.

## Biografia
Nato nel Minnesota, era chiamato dai familiari Teddy. Come suo fratello Lawrence, lavorò per il cinema. I giornali dell'epoca confusero i nomi dei due fratelli, attribuendo arbitrariamente alcuni film al fratello sbagliato. Anche l'American Film Institute, nel suo catalogo 1908-1915, cadde spesso nello stesso errore. Theodore lavorò infatti per la Pathé, la Kinemacolor, la Vitagraph ma non lavorò mai - come viene spesso erroneamente riportato - per la Thanhouser.
Morì a Los Angeles a 52 anni, il 2 ottobre 1920.

## Filmografia

### Regista
- The Winter's Tale, co-regia di Barry O'Neil - cortometraggio (1910)
- John Halifax, Gentleman - cortometraggio (1910)
- The Pied Piper of Hamelin - cortometraggio (1911)
- The Last of the Mohicans - cortometraggio (1911)
- East Lynne - cortometraggio (1912)
- Put Yourself in His Place - cortometraggio (1912)
- The Forest Rose - cortometraggio (1912)
- Aurora Floyd - cortometraggio (1912)
- The Rivals - cortometraggio (1913)
- Robin Hood (1913)
- A Pair of Frauds - cortometraggio (1914)
- Mrs. Maloney's Fortune - cortometraggio (1914)
- Her Husband (1914)
- The Silver Snuff Box (1914)
- The Battle of the Weak (1914)
- The Vanity Case (1914)
- The Antique Engagement Ring (1914)
- Dorothy Danesbridge, Militant (1914)
- Miss Raffles (1914)
- The Crime of Cain (1914)
- The Passing of Diana (1914)
- Two Stepchildren (1914)
- The Toll (1914)
- The False and the True (1914)
- The Soul of Luigi (1914)
- The Apple (1914)
- The Greater Motive (1914)
- The Wheat and the Tares (1914)
- The Unwritten Play (1914)
- A Double Error (1914)
- Regan's Daughter (1914)
- The Love of Pierre Larosse (1914)
- Within an Ace (1914)
- Netty or Letty (1914)
- Saved from a Life of Crime (1914)
- The Greater Love (1914)
- Mother's Roses (1915)
- The Man, the Mission and the Maid (1915)
- The Wheels of Justice (1915)
- A Madcap Adventure (1915)
- Twice Rescued (1915)
- The Battle of Frenchman's Run (1915)
- A Wireless Rescue (1915)
- A Fortune Hunter (1915)
- Easy Money (1915)
- Pawns of Mars (1915)
- In the Days of Famine (1915)
- Four Grains of Rice (1915)
- The Wardrobe Woman (1915)
- Mortmain (1915)
- From Out of the Big Snows (1915)
- The Plague Spot (1915)
- The Third Party (1915)
- The Cave Man (1915)
- Wasted Lives (1915)
- The Thirteenth Girl (1915)
- The Surprises of an Empty Hotel (1916)
- Beaned by a Beanshooter (1916)
- Miss Warren's Brother (1916)
- Out of the Quagmire (1916)
- The Dawn of Freedom, co-regia di Paul Scardon (1916)
- The Secret Kingdom co-regia Charles Brabin (1916)
- The Seven Deadly Sins, co-regia di Richard Ridgely (1917)
- Greed (1917)
- Sloth (1917)
- Wrath (1917)
- The Seventh Sin (1917)
- The Raggedy Queen (1917)
- The Girl by the Roadside (1917)
- Beyond the Law (1918)
- The Black Gate (1919)

### Sceneggiatore (parziale)
- Jane Eyre, regia di Theodore Marston (1910)
- John Halifax, Gentleman, regia di Theodore Marston (1910)
- Looking Forward, regia di Theodore Marston (1910)
- The Old Curiosity Shop, regia di Barry O'Neil (1911)
- Lorna Doone, regia di Theodore Marston (1911)
- The Pied Piper of Hamelin, regia di Theodore Marston (1911)
- The Last of the Mohicans, regia di Theodore Marston  (1911)
- The Lady from the Sea, regia di Lucius Henderson (1911)
- She, regia di George Nichols (1911)
- East Lynne, regia di Theodore Marston (1912)
- Put Yourself in His Place, regia di Theodore Marston (1912)
- The Forest Rose  (1912)
- Carmen, regia di Stanner E.V. Taylor (1913)
- Cymbeline, regia di Lucius Henderson (1913)
- Little Dorrit, regia di James Kirkwood (1913)
- Robin Hood, regia di Theodore Marston  (1913)
- The Man, the Mission and the Maid, regia di Theodore Marston  (1915)
- The Battle of Frenchman's Run, regia di Theodore Marston (1915)
- In the Days of Famine, regia di Theodore Marston (1915)